# Суйслепп, Харальд
Харальд Суйслепп (11 июня 1921, Кунда — 21 сентября 2000, Таллин) — эстонский советский журналист, редактор, поэт.

## Биография
Родился в 1921 году в городе Кунда в семье бухгалтера.
По окончании школы работал сельским рабочим в окрестностях Кунды.
Участник Великой Отечественной войны с 1943 года, комсомолец, рядовой 917-го стрелкового полка 249-й стрелковой дивизии в составе Эстонского стрелкового корпуса Красной Армии, в 1944 году был ранен и до конца войны находился в госпиталях. Демобилизован в 1947 году.
После войны работал журналистом, начинал сельским корреспондентом, но вскоре был приглашён в сатирический журнал «Pikker».
Член КПСС с 1951 года. В 1955 году окончил республиканскую партшколу. Член Союза писателей Эстонской ССР с 1957 года.
С 1960 года — ответственный секретарь литературного журнала «Лооминг».
В 1964—1966 годах — главный редактор журнала «Серп и молот».
Умер в 2000 году в Таллине, похоронен на Лесном кладбище.

## Творчество
Печатался с середины 1940-х годов. Автор множества стихов, эпиграмм, поэм и стихотворных драм, а также литературных обзоров. Как поэт получил известность в 1960-х годах, стихи составили сборники «Веснушки» («Tedretähed», 1958), «По следам Большой Медведицы» («Suure Vankri jälgedes», 1963), «Часы с кукушкой» («Kellakägu», 1966).

Суйслепп мастерски изображает жизнь современной эстонской деревни, природу. Ему свойственны юмористическая и сатирическая интонация.— Краткая литературная энциклопедия, 1962